# Ханс Хайнрих фон Куефщайн
Ханс Хайнрих фон Куефщайн (на немски: Johann Heinrich von Kuefstein;* 30 декември 1643, кръстен на 30 декември 1643 във Виена; † декември 1683/1687 при Св. Никола) е граф от род Куефщайн (Куфщайн) в Австрия и императорски полковник.

## Биография
Той е син на полковник граф Йохан Георг Адам фон Куефщайн (1605 – 1656), фрайхер на Грайленщайн, императорски военен съветник, и първата му съпруга Максимилиана Елеонора Швамберка († сл. 1652).
Ханс Хайнрих фон Кюфщайн е убит в битка при Св. Никола през декември 1683 г.

## Фамилия
Ханс Хайнрих фон Кюфщайн се жени на 22 февруари 1676 г. в Бюкебург за Шарлота Юлиана фон Шаумбург-Липе (* 17 февруари 1657, Бюкебург; † юли 1684, Грайленщайн, Долна Австрия), дъщеря на граф Филип I фон Шаумбург-Липе (1601 – 1681) и ландграфиня София фон Хесен-Касел (1615 – 1670), дъщеря на ландграф Мориц фон Хесен-Касел и втората му съпруга Юлиана фон Насау-Диленбург.  Те имат два сина:
- син (fl 1683)
- Ханс Георг († 20 март 1695, убит близо до Казале)